# Вернер IV (Маден)
Вернер IV фон Маден или фон Грюнинген (на немски: Werner IV von Maden „von Grüningen“; * ок. 1060; † 22 февруари 1121) от род Гуденсберг в Долен Хесен е влиятелен граф на Маден на средния Лан (Вайлбург), в Некаргау и в Тургау,  бургграф на Вормс, граф в Некаргау и като носител на имперското знаме граф на Грюнинген.
Той е единствен син на влиятелният граф Вернер III фон Маден († 1065) и съпругата му Вилебирг фон Ахалм († сл. 1053), сестра на Вернер II фон Ахалм († 1079), епископ на Страсбург (1065 – 1079), дъщеря на граф Рудолф от Швабия. Роднина е с кралската саксонска фамилия. Сестра му фон Гуденсберг († ок. 1066) е омъжена за граф Ругер II фон Билщайн († 1096).
Вернер IV е на пет години, когато баща му е убит, и майка му поема управлението на наследството му.
Вернер IV фон Маден помага на император Хайнрих V, който му подарява територия и той основава 1113 г. манастир Брайтенау. Вернер IV умира на 22 февруари 1121 г. и е погребан в още недовършената тогава манастирска църква Брайтенау.

## Фамилия
Вернер IV фон Маден се жени за графската дъщеря Гизела († 1155). Те имат дъщеря, омъжена 1116 г. за Адалберт фон Кизлау.